# Nhã Uyên (diễn viên)
Nhã Uyên (sinh năm 1990 ở Châu Đốc, An Giang), tên thật là Lý Nguyễn Nhã Uyên là một nữ diễn viên, biên kịch người Việt Nam. Tốt nghiệp Trường Đại học Sân khấu – Điện ảnh Thành phố Hồ Chí Minh, cô được công chúng chú ý tới qua vai diễn Xuân Thanh trong phim điện ảnh Đêm tối rực rỡ! do chồng cô làm đạo diễn, vai diễn giúp cô giành giải "Nữ diễn viên xuất sắc nhất" tại Liên hoan phim Santa Fe năm 2022 và các giải "Nữ diễn viên chính xuất sắc phim truyện điện ảnh", "Biên kịch xuất sắc phim truyện điện ảnh" tại lễ trao giải Cánh diều diễn ra cùng năm.